# Camille Chevillard
Alexandre Camille Chevillard, né le 14 octobre 1859 à Montmartre et mort le 30 mai 1923 à Chatou, est un compositeur et chef d'orchestre français.

## Biographie
Issu d'une famille musicienne, son père Alexandre Chevillard était un célèbre violoncelliste, il apprend le piano et entre au Conservatoire de Paris, où il obtient un second prix dans la classe de Georges Mathias en 1880. Charles Lamoureux, directeur des Concerts du même nom l'engage en 1887 comme chef de chant. 
Le 16 avril 1888, Chevillard épouse à Paris IXe la professeure de chant Marguerite Victoire Lamoureux (1861-1941), fille de Charles Lamoureux, et c'est donc tout naturellement qu'il succède à ce dernier en 1897 à la tête de son association symphonique. C'est à la tête de celle-ci qu'il crée notamment Pelléas et Mélisande (1901) de Gabriel Fauré, les Nocturnes (1901-1902) et surtout La Mer (1905) de Claude Debussy ainsi que La Valse (1920) de Maurice Ravel.
En 1903, il est lauréat du prix Chartier de l'Académie des beaux-arts pour ses compositions de musique de chambre.
Professeur d'ensemble instrumental au Conservatoire à partir de 1907, il devient également directeur musical de l'Opéra de Paris en 1914. Il y crée en 1923 le ballet Cydalise et le Chèvre-pied de son ami Gabriel Pierné.
En 1910, il engage comme soliste des Concerts Lamoureux la mezzo-soprano Spéranza Calo-Séailles dont il sera le témoin à son mariage en 1913 avec l'ingénieur, chimiste et inventeur Jean Charles Séailles (1883-1967).
Comme chef d'orchestre, il privilégiait la musique des romantiques allemands (Wagner, Liszt...) et russes, n'ayant que peu d'estime pour celle de ses contemporains français (bien que dans les faits, il en ait dirigé beaucoup...).

## Compositions
Son activité de compositeur se borne à quelques pièces de musique de chambre (une Sonate pour violon et piano, une pour violoncelle et piano, un Trio, deux Quatuors et un Quintette, enfin plusieurs Mélodies), pour piano seul (un Thème et Variations), et quelques œuvres symphoniques, par exemple le poème symphonique Le Chêne et le roseau ainsi qu'une Fantaisie symphonique pour orchestre.

## Distinctions
- Officier d'Académie (1892)[11] puis officier d'instruction publique[12].
- Chevalier de la Légion d'Honneur (décret du ministre de l'Instruction publique du 22 janvier 1902). Parrain : Stephen Duteil d'Ozanne, directeur honoraire à la Grande chancellerie de la Légion d'Honneur.
- Officier de la Légion d'honneur (décret du ministre de l'Instruction publique et des Beaux-Arts du 2 août 1919). Parrain : Jacques Rouché, directeur de l'Opéra de Paris[13].

## Discographie
- Camille Chevillard - Sonate op. 8, par Jean-Jacques Kantorow, violon, et Alexandre Kantorow, piano. Sonates françaises, CD NoMadMusic (2014).

## Source
- Marc Vignal, Dictionnaire de la musique, Larousse.